# Fabrizio Mioni
Fabrizio Mioni (Roma, 23 de septiembre de 1930-Los Ángeles, 8 de junio de 2020) fue un actor italiano.

## Biografía
Nació en Roma en 1930. Tras interrumpir sus estudios universitarios de arquitectura, debutó en la película Divisione Folgore (1954) de Duilio Coletti, emprendiendo inmediatamente una carrera en cine y televisión. En el teatro trabajó con Luchino Visconti.
A finales de la década de 1950, se mudó a Los Ángeles para seguir su carrera. El 20 de junio de 1961 se casó con Maila Nurmi, de nombre artístico «Vampira», en el condado de Orange, Estados Unidos, donde se había mudado. Después de unos años dejó el cine y se convirtió en diseñador de interiores.
Murió el 8 de junio de 2020 en Los Ángeles, a la edad de 89 años.

## Filmografía parcial

### Cine
- Divisione Folgore (1954)

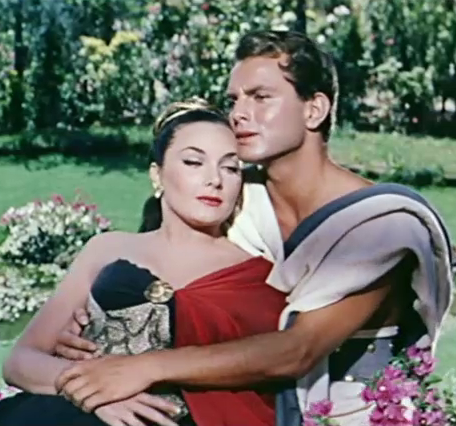
Mioni y Gianna Maria Canale en Hércules (1958).

- Orlando e i paladini di Francia (1956)
- Mamma sconosciuta (1956)
- Hércules (1958)
- El Alamein  (1958)
- Hércules encadenado (1959) - sin acreditar
- The Blue Angel (1959)
- Get Yourself a College Girl (1964)
- The Spy with My Face (1965)
- Girl Happy (1965)
- The Venetian Affair (1967)
- The Secret War of Harry Frigg (1968)
- The Pink Jungle (1969)

### Televisión
- Goodyear Theatre – serie de televisión, episodio 2x13 (1959)
- Bourbon Street Beat – serie de televisión, episodio 1x34 (1960)
- General Electric Theater – serie de televisión, episodio 10x34 (1962)
- 77 Sunset Strip – serie de televisión, episodios 4x25 - 5x12 (1962)
- Bonanza – serie de televisión, episodio 6x22 (1965)
- El virginiano – serie de televisión, episodio 4x22 (1966)
- I Spy – serie de televisión, episodio 2x14 (1966)
- La chica de CIPOL – serie de televisión, episodio 1x18 (1967)
- El Gran Chaparral – serie de televisión, episodio 2x15 (1969)